# Ca n'Huguet Vell
Ca n'Huguet Vell és una masia del municipi de Vilallonga de Ter (Ripollès) que forma part de l'Inventari del Patrimoni Arquitectònic de Catalunya. Situat a la part alta del Clot de Vallvigil i sobre l'antic mas el Borrasses, Ca n'Huguet Vell està situat a la solana i a l'esquerra del Torrent Gran.

## Descripció
El mas és un gran edifici rectangular de planta baixa i pis, amb una gran era al davant. S'entra a través d'una gran arcada i a la façana hi ha un rellotge de sol. El mas està envoltat a la part sud per altres edificis annexos.
L'estructura és tradicional, parets de pedra, finestres petites, sobretot obertes de cara a la solana i forjats i teulades amb cabirons de fusta, igual que els terres dels pisos alts. La teulada és a dues aigües de teula àrab, pot ser que aquestes teules substituïssin als segles XVII o XVIII, com a altres llocs, les tradicionals lloses de llicorella.

## Història
És possible que Ca n'Huguet Vell sigui coetani dels masos Borrasses Vell, el Mengot i el Vinardell, aquests darrers anomenats als segles xvi i xviii, ja que les seves estructures són similars.
Al segle xviii (1760) es construeix a sobre el mas i dins de la seva propietat, l'ermita de la Mare de Déu del Roser, i poder també corresponen a aquesta època les obres de reforma dins el mas i el rellotge de sol que hi ha a la façana principal davant l'era.
A principis de segle XX es construeix, tocant al Vilallonga, el casal Ca n'Huguet Nou, quedant el vell com a masoveria.